# Aristolochia veraguensis
Aristolochia veraguensis är en piprankeväxtart som beskrevs av Edmond Placide Duchassaing de Fontbressin. Aristolochia veraguensis ingår i släktet piprankor, och familjen piprankeväxter. Inga underarter finns listade i Catalogue of Life.